# Salón de la Fama de las mujeres de Oregón

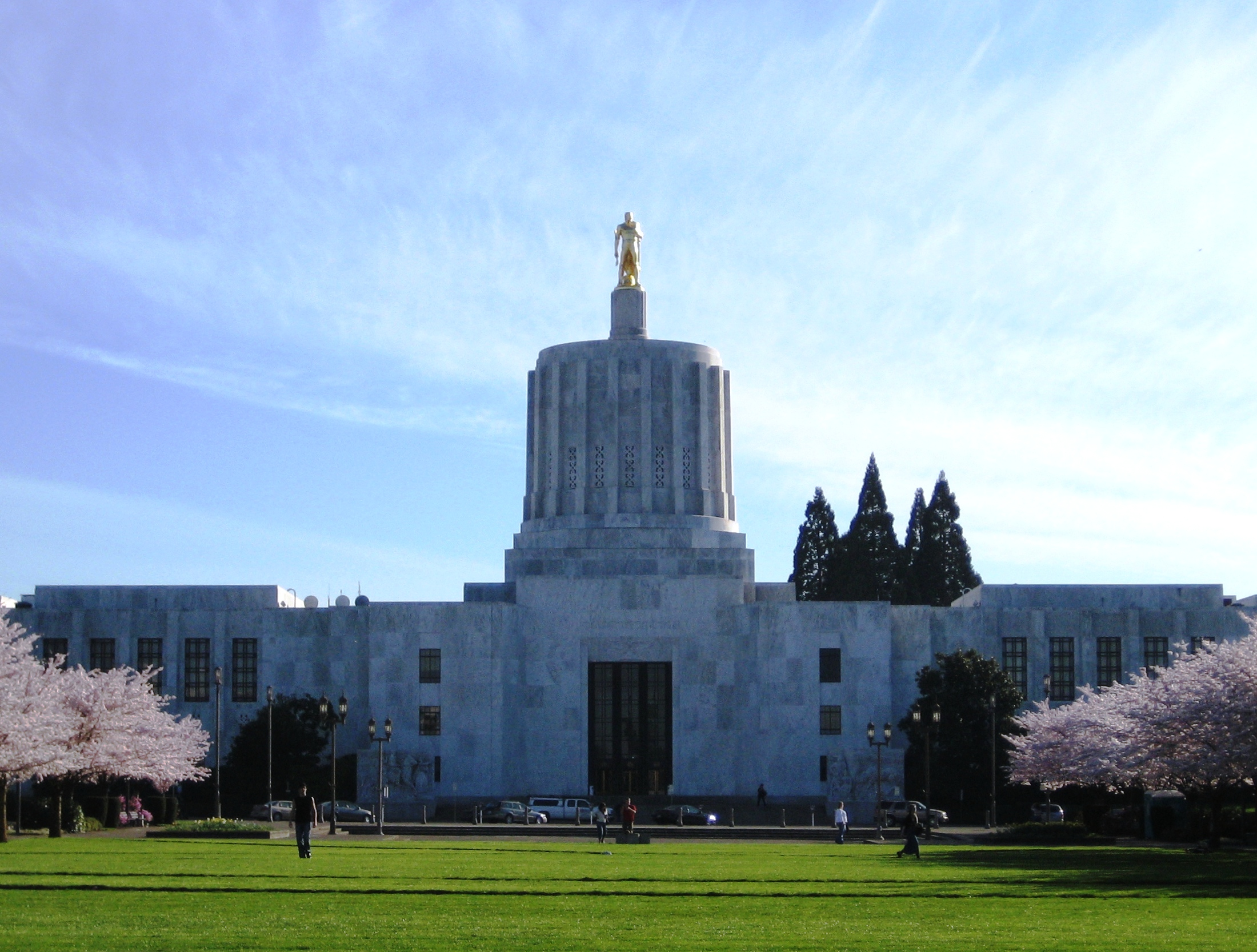
Edificio del Capitolio del Estado de Oregón.

El Salón de la Fama de las mujeres de Oregón fue establecido por la Comisión de Mujeres de Oregón en 1985 para reconocer los éxitos logrados de las mujeres de Oregón y demostrar el aprecio por sus esfuerzos. Las candidatas elegibles para ser nominadas para las Mujeres del Salón de a Fama, son modelos ejemplares que promueven el estatus de la mujer en la sociedad, están comprometidas con la diversidad y la equidad y han ganado reconocimiento por el éxito y el liderazgo en sus campos profesionales. A partir de 2013, la Comisión de Oregón para Mujeres había honrado a 81 mujeres.

## Galardonadas
| Nombre                   | Imagen | Nacimiento–Muerte | Año  | Área de éxitos | Ref(s) |
| ------------------------ | ------ | ----------------- | ---- | --- | ------ |
| Vera Katz                |        | (1933–2017)       | 1985 | Primera mujer en ejercer como portavoz de la Cámara de Representantes de Oregón y 49° alcalde de Portland | [ 3 ]  |
| Barbara Roberts          |        | (b. 1936)         | 1986 | 34° Gobernadora de Oregón de 1991 a 1995 | [ 4 ]  |
| Norma Paulus             |        | (b. 1933)         | 1986 | Secretaria de Estado de Oregón y Superintendente de Instrucción Pública de Oregón | [ 5 ]  |
| Nancy Ryles              |        | (1937–1990)       | 1987 | Sirvió en la Cámara de Representantes de Oregón, en el Senado de Oregón y como uno de los tres miembros de la Comisión de Servicios Públicos de Oregón. | [ 6 ]  |
| Susan Hammer             |        |                   | 1987 | Abogada y mediadora | [ 7 ]  |
| Marsha Congdon           |        |                   | 1988 | Vicepresidenta de Política y Estrategia en US West y directora de Mentor Graphics | [ 8 ]  |
| Betty Roberts            |        | (1923–2011)       | 1988 | 83° jueza asociada del Tribunal Supremo de Oregón | [ 9 ]  |
| Mary Wendy Roberts       |        |                   | 1989 | Miembro de la Cámara de Representantes de Oregón y el Senado del Estado de Oregón; sirvió como comisionada de trabajo e industrias de 1979 a 1995 | [ 10 ] |
| Nancy Wilgenbusch        |        |                   | 1989 | Presidenta de la Universidad de Marylhurst de 1984 a 2008 | [ 11 ] |
| Clarice Parr-Sandoz      |        |                   | 1990 | Miembro de la tribu Walla Walla | [ 12 ] |
| Y. Sherry Sheng          |        |                   | 1990 | Jardineros Maestros del Condado de Clackamas; fue exdirectora del Seattle Aquarium y el zoológico de Oregón (1988-1997) | [ 13 ] |
| Ursula K. Le Guin        |        | (1929–2018)       | 1991 | Autora de novelas, libros infantiles y cuentos, principalmente en los géneros de fantasía y ciencia ficción. | [ 14 ] |
| Gail Shibley             |        |                   | 1991 | Primera miembro abiertamente gay de la Cámara de Representantes de Oregón; ejerció en la Comisión de Planificación de Portland | [ 15 ] |
| Susan Helms              |        | (b. 1958)         | 1992 | Teniente general en la Fuerza Aérea de los Estados Unidos y exastronauta de la NASA en la Estación Espacial Internacional. | [ 16 ] |
| Joan Biggs               |        |                   | 1992 | |        |
| Ann Aiken                |        | (b. 1951)         | 1993 | Abogado y jurista | [ 17 ] |
| Tricia Smith             |        |                   | 1993 | Especialista en Relaciones Gubernamentales para la Asociación de Empleados Escolares de Oregón |        |
| Judith Armatta           |        |                   | 1993 | Abogada, periodista y activista de derechos humanos. Asesora legal de la Coalición de Oregón contra la violencia doméstica y sexual. Durante 2002-2005 representó a la Coalición para la Justicia Internacional que supervisa el juicio de Slobodan Milošević. | [ 18 ] |
| Mary Alice Ford          |        | (1935–2008)       | 1994 | Republicana a favor de la elección que ejerció en la Cámara de Representantes de Oregón durante 15 años consecutivos, representando al Condado de Washington.                                                                                                  | [ 19 ] |
| Annabelle Jaramillo      |        |                   | 1994 | Ex Directora Ejecutiva de la Comisión de Asuntos Hispanos de Oregón; Comisionada del Condado de Benton | [ 20 ] |
| Ellen Lowe               |        |                   | 1994 | Miembro de la Junta y comisionada; Directora de Políticas Públicas para Ministerios Ecuménicos de Oregón; defensora de los oregonianos y sus bajos ingresos.                                                                                                   | [ 21 ] |
| Janet Stevenson          |        | (1913–2009)       | 1994 | Escritora y profesora. Stevenson ejerció como alcalde de Hammond, Oregón. | [ 22 ] |
| Myrlie Evers-Williams    |        | (b. 1933)         | 1995 | Activista de derechos civiles y periodista que trabajó incansablemente para buscar justicia por el asesinato de su conocido esposo activista por los derechos civiles Medgar Evers en 1963                                                                     | [ 23 ] |
| Kate Brown               |        | (b. 1960)         | 1995 | Gobernadora de Oregón (primera gobernadora abiertamente bisexual) Secretaria de Estado de Oregón y exmiembro del Senado de Oregón. | [ 24 ] |
| Dianne Middle            |        |                   | 1996 | Abogada y Directora del Departamento de Estándares de Seguridad Pública y Entrenamiento. |        |
| Cheryl Perrin            |        |                   | 1996 | Directora Ejecutiva de Campaign for America y Trustee en Lewis and Clark College | [ 25 ] |
| Judith Ramaley           |        | (b. 1941)         | 1996 | Expresidenta de la Universidad Estatal de Portland | [ 26 ] |
| Margaret Carter          |        | (b. 1935)         | 1997 | Ejerció en el Senado del estado de Oregón y la Cámara de Representantes de Oregón. | [ 27 ] |
| Patricia Davis Hinrichs  |        |                   | 1997 | Abogada |        |
| Nellie Fox-Edwards       |        |                   | 1997 | Exdirectora políticade la AFL-CIO de Oregón |        |
| Amy Aldrich Bedford      |        | (1912–2006)       | 1998 | Copropietario de East Oregonian | [ 28 ] |
| Bev Clarno               |        | (b. 1936)         | 1998 | Presidenta de la Cámara de Representantes de Oregón | [ 29 ] |
| Joan Priscilla Kilbourn  |        | (1936–2011)       | 1998 | Microbióloga, educadora | [ 30 ] |
| Avel Gordly              |        | (b. 1947)         | 1999 | Primera mujer afroamericana en ser elegida para el Senado estatal de Oregón. | [ 31 ] |
| Kathryn Jane Harrison    |        | (b. 1924)         | 1999 | Líder tribal de las tribus confederadas de la Gran Ronde Comunidad de Oregón | [ 32 ] |
| Katherine Huff O’Neil    |        |                   | 1999 | Abogado y miembro de la Junta de Gobernadores de ABA | [ 33 ] |
| Elmo Bloom               |        |                   | 2000 | Gerente del Hermiston Neighborhood Center y desarrolladora de un exitoso programa de comidas para personas mayores | [ 34 ] |
| Roslyn Hill              |        |                   | 2000 | Desarrolladora apodada la "Reina de Alberta" por sus esfuerzos para revitalizar Alberta Street en el noreste de Portland. | [ 35 ] |
| Sue Shaffer              |        |                   | 2000 | Líder tribal de la banda Cow Creek de la tribu de indios Umpqua | [ 36 ] |
| Clariner Boston          |        |                   | 2001 | Directora Ejecutiva de Better People | [ 37 ] |
| Margaret Jean Hallock    |        |                   | 2001 | Economista y directora fundadora del Centro Wayne Morse de Derecho y Política en la Universidad de Oregón | [ 38 ] |
| Kathleen Margerum        |        |                   | 2001 | Miembro del Consejo Coordinador del Área de Florencia | [ 39 ] |
| Connie Ashbrook          |        |                   | 2002 | Miembro fundadora y directora ejecutiva de la organización sin fines de lucro Oregón Tradeswomen, Inc. | [ 40 ] |
| Susan Castillo           |        | (b. 1951)         | 2002 | Superintendente de Instrucción Pública de Oregón y miembro del Senado del Estado de Oregón. | [ 41 ] |
| Katherine Jensen         |        |                   | 2002 | Escritora y enfermera comadrona certificada | [ 42 ] |
| Phyllis Lee              |        | (b. 1936)         | 2003 | Directora de Asuntos Multiculturales en la Universidad Estatal de Oregón | [ 43 ] |
| Diane Rosenbaum          |        | (b. 1949)         | 2003 | Presidenta del Senado Pro Tempore del Senado del Estado de Oregón | [ 44 ] |
| Jerralynn Ness           |        |                   | 2003 | Activista contra la pobreza | [ 45 ] |
| Joan Brown-Kline         |        |                   | 2004 | Directora ejecutiva del programa de condados de Washington y Multnomah de Oregón; expresidenta y propietaria de Brown-Kline & Company | [ 46 ] |
| Victoria Burton          |        |                   | 2004 | Ayudó a construir los Equipos de Respuesta a la Crisis para el Buró de Policía de Portland | [ 47 ] |
| Martha Young             |        | (−2006)           | 2004 | Directora Ejecutiva de Cow Creek Umpqua Indian Foundation | [ 48 ] |
| Johanna Brenner          |        |                   | 2005 | Profesora y coordinadora del programa de estudios de la mujer en la Universidad Estatal de Portland. | [ 49 ] |
| Harriet Isom             |        |                   | 2005 | Exembajadora de los Estados Unidos en Benín y Camerún | [ 50 ] |
| Serena Ota St. Clair     |        |                   | 2005 | Profesora y coordinadora de Pathways and Articulation en Rogue Community College en Southern Oregón | [ 51 ] |
| Donalda Dodson           |        |                   | 2006 | Directora Ejecutiva de la Oregon Child Development Coalition | [ 52 ] |
| Joan Palmateer           |        |                   | 2006 | Directora Adjunta de Operaciones de Instalaciones para la Autoridad Juvenil de Oregoón | [ 53 ] |
| Cherri Pancake           |        |                   | 2006 | Profesora e Intel Faculty Fellow en la Escuela de Ingeniería Eléctrica y Ciencias de la Computación en la Universidad Estatal de Oregón | [ 54 ] |
| Mary Overstreet          |        |                   | 2007 | Fundadora de Power House Temple Church | [ 55 ] |
| Carmen Ramirez           |        |                   | 2007 | Trabajadora agrícola y miembro de la junta con PCUN | [ 56 ] |
| Gretchen Schuette        |        |                   | 2007 | Expresidenta de Chemeketa Community College | [ 57 ] |
| Nancy Golden             |        |                   | 2008 | Ex Superintendente de las Escuelas Públicas de Springfield , asesora de Educación del Gobernador Kitzhaber y directora de Educación del Estado de Oregón. | [ 59 ] |
| Darlene Hooley           |        | (b. 1939)         | 2008 | Exmiembro de la Cámara de Representantes de los Estados Unidos. Que representó el quinto distrito congresional de Oregón. | [ 60 ] |
| Sydney Sherwood          |        |                   | 2008 | Directora Ejecutiva de la Cámara de Comercio de Tigard |        |
| Keren Brown Wilson       |        |                   | 2008 | Profesora de gerontología en el Instituto de Envejecimiento de la Universidad Estatal de Portland. | [ 61 ] |
| Gert Boyle               |        | (1924–)           | 2009 | Presidenta en Columbia Sportswear | [ 62 ] |
| Arlene Schnitzer         |        | (b. 1929)         | 2009 | Mecenas de las artes y filántropa junto a su marido Harold Schnitzer; homónimo de la sala de conciertos Arlene Schnitzer. | [ 63 ] |
| Gretchen Kafoury         |        | (1942–2015)       | 2010 | Representante en la Asamblea Legislativa de Oregón, en la Comisión del Condado de Multnomah y en el Concejo Municipal de Portland. | [ 64 ] |
| Melody Rose              |        |                   | 2010 | Vice preboste para programas académicos e instrucción en la Universidad Estatal de Portland; fundadora y directora del Centro para Mujeres, Política y Política                                                                                                | [ 65 ] |
| Latricia Tillman         |        |                   | 2010 | Administradora de la Oficina de Salud y Servicios Multiculturales de Oregón | [ 66 ] |
| Jill Ginsberg            |        |                   | 2011 | Directora médica del Norte por Northeast Community Health Center | [ 67 ] |
| Jane Lubchenco           |        | (b. 1947)         | 2011 | Científica ambiental y ecóloga marina | [ 68 ] |
| Minalee Saks             |        |                   | 2011 | Fundadora y Directora Ejecutiva del programa de crianza de Birth to Three | [ 69 ] |
| Rita Sullivan            |        |                   | 2011 | Directora Ejecutiva de OnTrack, una organización para tratamiento de la dependencia química. | [ 70 ] |
| Robin Morris Collin      |        |                   | 2012 | Profesora de Derecho en la Universidad de Willamette. | [ 71 ] |
| Jane O'Keefe             |        |                   | 2012 | Vicepresidenta de la Comisión de Calidad Ambiental de Oregón | [ 72 ] |
| Gina Warren              |        |                   | 2012 | Vicepresidenta en Global Diversity and Inclusion for Nike, Inc. | [ 73 ] |
| Serena Stoudamire Wesley |        |                   | 2012 | Coalición de Comunidades de Color | [ 74 ] |
| Gun Denhart              |        |                   | 2013 | Empresaria, fundadora de Hanna Andersson | [ 75 ] |
| Mary Katherine Eaton     |        |                   | 2013 | Derechos de las mujeres y activista del gobierno limpio | [ 76 ] |
| Cecilia Giron            |        |                   | 2013 | Mentora, directora de «Adelante Chicas», después de la escuela para mujeres jóvenes de herencia hispana. | [ 77 ] |
| Sheila North             |        |                   | 2013 | Ex Director Ejecutivo de De Paul Treatment Centers | [ 78 ] |
| Peg Malloy               |        |                   | 2014 | Fundadora del Centro de Vivienda de Portland | [ 79 ] |
| Lisa Schroeder           |        |                   | 2014 | Propietaria de Mother's Bistro & Bar en Portland | [ 80 ] |
| Cheryl Strayed           |        |                   | 2014 | Autora | [ 81 ] |
| Jill Tanner              |        |                   | 2014 | Magistrada presidenta del Tribunal fiscal de Oregón | [ 82 ] |
| Joanne Verger            |        |                   | 2014 | Política, primera alcalde femenina de Coos Bay, Oregón | [ 83 ] |
| Jan Campbell             |        |                   | 2015 | Abogada de Portland para personas con discapacidades | [ 84 ] |
| Donna Maxley             |        |                   | 2015 | Creadora de Portland de la organización sin fines de lucro RACE TALKS, para promover la comprensión racial. | [ 85 ] |
| Kay D. Toran             |        |                   | 2015 | Presidenta y Directora Ejecutiva de Volunteers of America Oregon | [ 86 ] |
| Gwendolyn Trice          |        |                   | 2015 | Fundadora del Maxville Heritage Interpretative Center en el condado de Wallow; defensora e investigadora de los papeles de las minorías en la industria maderera.                                                                                              | [ 87 ] |